# VV Ajax
El VV Ajax fue un equipo de fútbol de Surinam que alguna vez jugó en la SVB Hoofdklasse, la máxima categoría de fútbol en el país.

## Historia
Fue fundado el 3 de junio de 1921 (103 años) en la capital Paramaribo, y su uniforme y colores fueron inspirados en el AFC Ajax de Países Bajos por idea de Harold Gunning, y tuvo como su primer presidente a Hans Marteen Landkoer.
El club fue uno de los equipos fundadores de la SVB Hoofdklasse en 1924, liga que consiguió ganar en 4 ocasiones, así como 2 títulos de copa local.
Luego de un bajón en su nivel de juego que lo llevaron a descender a la tercera categoría para inicios de los años 1960s, el club desapareció en el año 1965 por problemas financieros.

## Palmarés
- SVB Hoofdklasse[4] (3):1926–27, 1927–28, 1929
- Dragtenbeker[5] (1):1929
- Emancipatiebeker[5] (1):1929

## Jugadores

### Jugadores destacados
- Leo Kogeldans (FW) 1946–1948
- Humbert Boerleider (MF) 1951–1952
- Frits Purperhart (FW) 1960–1961
- Roy Vanenburg (FW) 1961–1963